# Платан кленолистий (Сколе)
Плата́н кленоли́стий — ботанічна пам'ятка природи місцевого значення в Україні. Об'єкт природно-заповідного фонду Львівської області. 
Розташована в межах міста Сколе Львівської області, на вулиці Отця Михайла Мосори. 
Площа 0,03 га. Статус надано згідно з рішенням Львівської облради від 9.10.1984 року № 495. Перебуває у віданні Сколівської міської ради. 
Статус надано для збереження одного екземпляра платана кленолистого. 